# Джек Рейнольдс (футболіст, 1881)
Джек Рейнольдс (англ. Jack Reynolds, 23 вересня 1881, Манчестер — 8 листопада 1962, Амстердам) — англійський футболіст, що грав на позиції півзахисника. По завершенні ігрової кар'єри — тренер.

## Ігрова кар'єра
Джек Рейнолдс народився в англійському місті Манчестер в 1881 році. Професійну кар'єру почав в «Манчестер Сіті», за який не провів жодного офіційного матчу. У 1903 році Рейнольдс перейшов в «Бертон Юнайтед», де провів за один рік 32 матчі і забив 3 м'ячі. Наступний сезон Джек провів у клубі другого англійського дивізіону «Грімсбі Таун», в якому регулярно грав в основному складі.
Своєю грою за останню команду привернув увагу представників тренерського штабу клубу «Шеффілд Венсдей», до складу якого приєднався 1905 року. Відіграв за команду з Шеффілда наступні два сезони своєї ігрової кар'єри.
Протягом 1907—1908 років захищав кольори команди клубу «Вотфорд».
Завершив професійну ігрову кар'єру у клубі «Джиллінгем», за команду якого виступав протягом 1908—1911 років.

## Кар'єра тренера
Свою тренерську кар'єру Рейнольдс почав у швейцарському "Санкт-Галлені у 1912 році. Через два роки Джек повинен був стати головним тренером збірної Німеччини, але розпочата Перша світова війна завадила цьому, і Джек замість цього переїхав до Нідерландів.
У 1915 році Рейнольдс став головним тренером амстердамського «Аякса», в історії якого залишив слід. Під час його трьох перебувань в клубі (1915—1925, 1928—1940, 1945—1947), «Аякс» вісім разів виграв національний чемпіонат і один Кубок Нідерландів.
У 1919 році Рейнольдс став першим менеджером, який тренував збірну Нідерландів з моменту припинення міжнародного футболу через Першу світову війну. Він очолював команду у матчі проти Швеції 9 червня 1919 року. Голландці виграли матч 3-1. Після цього матчу Королівська голландська футбольна асоціація призначила Фреда Ворбертона тренером національної збірної. Також у 1925–1928 роках тренував інший амстердамський клуб «Блау-Віт».
Після завершення кар'єри тренера 1947 року, Рейнольдс жив у Амстердамі аж до своєї смерті 8 листопада 1962 року. Через три роки одна з трибун на тодішньому домашньому стадіоні «Аякса» «Де Мер» була названий на його честь — «Reynoldstribune».

## Титули і досягнення

### Як тренера
- Чемпіон Нідерландів (8):

«Аякс»: 1917–18, 1918–19, 1930–31, 1931–32, 1933–34, 1936–37, 1938–39, 1946–47
- Володар Кубка Нідерландів (1):

«Аякс»: 1916—17

## Особисте життя
Старший брат Рейнольдса Біллі був також футболістом.